# Steve Marriott
Stephen Peter Marriott, pseudonim sceniczny Steve Marriott (ur. 30 stycznia 1947 w Londynie, zm. 20 kwietnia 1991 w Arkesden, Essex) – brytyjski wokalista, autor tekstów, gitarzysta i pianista. W trakcie swojej kariery członek dwóch zespołów rockowych – Small Faces (1965-1969) i Humble Pie (1969-1975 i 1980-1981); ponadto prowadził karierę solową.
W połowie lat 60., jako wokalista grupy Small Faces, Marriott stał się ikoną subkultury mod w Wielkiej Brytanii. Źródłem inspiracji dla Marriotta byli tacy artyści jak Buddy Holly, Booker T. and the M.G.’s, Ray Charles, Otis Redding, Muddy Waters i Bobby Bland. Po okresie bytności w zespołach i występach na kilku festiwalach Marriott zerwał kontakty ze wszystkimi dużymi wytwórniami płytowymi i rozpoczął okres grania w londyńskich pubach i restauracjach.
Marriott zmarł 20 kwietnia 1991, gdy wskutek nieugaszonego niedopałka po papierosie zapaliła się jego rezydencja w Arkesden, Essex. Pośmiertnie zdobył nagrodę Ivor Novello Award (1996) oraz został sklasyfikowany na liście 100 najlepszych wokalistów wszech czasów magazynu Mojo.
Lider Black Sabbath, Ozzy Osbourne, nazwał Marriotta czwartym najlepszym wokalistą wszech czasów, zaś Clem Burke z zespołu Blondie nazwał go szesnastym najlepszym wokalistą i najlepszym rockowym. Paul Stanley z grupy KISS powiedział: „Miał świetny głos” i „Steve Marriott był niewiarygodny”. Steve Perry powiedział, że Marriott był jednym z jego ulubionych wokalistów.
W 2006 roku piosenkarz został sklasyfikowany na 34. miejscu listy 100 najlepszych wokalistów wszech czasów według Hit Parader.

## Dyskografia

### Wraz z Humble Pie
Źródło.
- As Safe As Yesterday Is (1969) Immediate, #32 UK
- Town and Country (1969) Immediate
- Humble Pie (1970) A&M
- Rock On (1971) A&M #118 US[11]
- Smokin' (1972) A&M #6 US[11], #28 UK
- Eat It (1973) A&M #13 US[11], #34 UK
- Thunderbox (1974) A&M, #52 US[11]
- Street Rats (1975) A&M, #100 US[11]
- On to Victory (1980) ATCO #60 US[11]
- Go for the Throat (1981) ATCO #154 US[11]

### Wraz z Small Faces
Źródło.
- Small Faces (1966)
- Small Faces (1967) #12 UK
- Ogdens' Nut Gone Flake (1968) #1 UK

### Twórczość solowa
Źródło.
- Marriott (1976)
- Live at the sir George Robey 23-10-85 (1985)
- Live at Dingwalls 6.7.84 (1986)
- Marriott & Band (1990)
- 30 Seconds to Midnite (1993)
- Steve Marriott’s Scrubbers (1996)
- Clear Through the Night (1999)
- New Millennium (1999)
- Afterglow (2000)
- Sing the Blues Live (2000)
- Live in Germany (2000)
- The Legendary Majic Mijits (2000)
- Voice of Humble Pie (2001)
- Signed Sealed (2003)
- Free and Single Volume 2 (2004)
- About Face (2004)
- Rainy Changes (2005)
- Tin Soldier - The Steve Marriott Anthology (2006)
- Steve Marriott & The Official Receivers (2006)
- Wham Bam (2007)